# ソ連国防人民委員令第227号

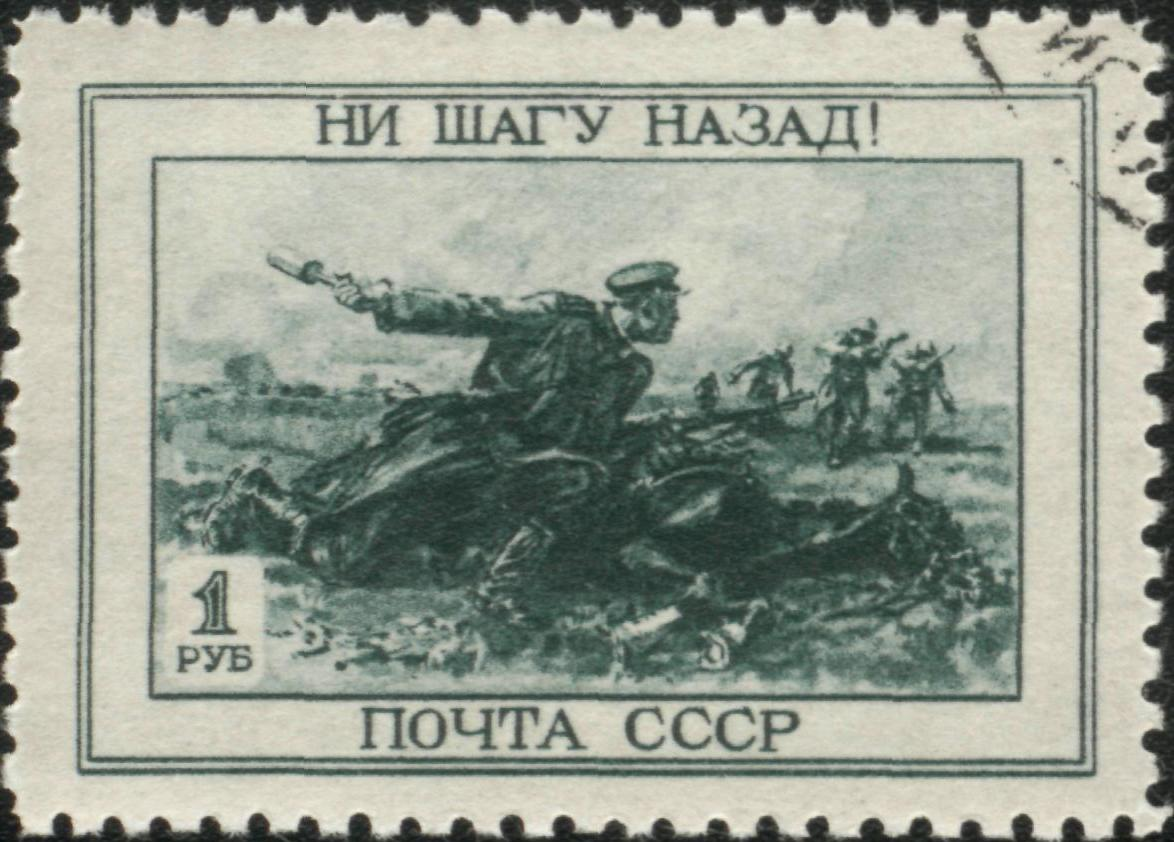
「一歩も下がるな！」の文言が入ったソ連の大戦中の郵便切手。

国防人民委員令第227号（こくぼうじんみんいいんれいだいにひゃくにじゅうななごう、ロシア語: Приказ № 227）とは、第二次世界大戦（独ソ戦）中の1942年7月28日、ソビエト連邦の国防人民委員部（陸軍省に相当）が、赤軍に対して発した命令である。「一歩も下がるな!（露:Ни шагу назад!、ラテン文字:Ni Shagu Nazad!）」の一節が特に有名であり、ソ連の反独抵抗のスローガンともなった。

## 背景
1942年5月のハリコフ奪回を計ったバルベンコボ攻勢が失敗し、赤軍南西方面軍の戦車戦力はほぼ壊滅した。ドイツ軍は、6月28日にブラウ作戦で東部ウクライナで攻勢に出たが、赤軍は戦力比で大幅に劣勢であったので、スタフカは南西方面軍と南方面軍に、ドン河東岸への撤退とロストフの防衛を命じた。ところが、スターリンとスタフカの期待に反して、ロストフは軽微な抵抗をしただけで7月23日に陥落し、25日にはバタイスクにある橋はドイツ軍の急襲により奪取され、ドイツ軍はドン河を越えてコーカサスへ侵入をはじめた。第227号令は、ロストフの陥落からわずか5日後に布告されており、その前文で最近の南部での防衛戦の有り様を厳しく批判している。

## 概要
いかなる指揮官も命令無しに後退してはならず、これに逆らった者は、みな先任順位に応じて軍法会議にかけられる事を明記している。
第227号令は各方面軍に1つから3つの懲罰大隊を編成するよう命じている。これは規律違反で起訴された将兵によって構成され、最前線のもっとも危険な箇所に投入された。同時に兵卒と下士官で構成された懲罰中隊も編成された。1942年から1945年にかけて427,910名の将兵が懲罰大隊に組み入れられた。
これら2つの手段は、前年12月のモスクワ前面でのドイツ軍の後退の際に、ドイツ軍によって規律を維持するために用いられてプラスの効果が見られたとして、引用されている。
軍に督戦中隊を編成せよとの命令は、3ヵ月後の1942年11月29日に取り下げられた。苦戦している赤軍の士気を奮い立たせ、愛国心を喚起させるつもりだったが、却って兵士の士気を下げた上、督戦隊員が人的資源を浪費するのを見た指揮官がこれを用いないこともあったりしたことなどから、1942年10月より赤軍内の正規の督戦隊はひっそり姿を消した。ただし内務人民委員部（NKVD）やスメルシはその後も継続して督戦活動にあたった。1944年11月29日、督戦隊は公式に解散した。

## ウィキソース
- Wikisource:Order No. 227 by the People's Commissar of Defence of the USSR（英文）
- 原文（ロシア語）